# بلوبرد رکوردز
بلوبرد رکوردز (انگلیسی: Bluebird Records) شرکت نشر موسیقی آمریکایی است، که در سال ۱۹۳۲ تأسیس شد.